# Daouda Diallo
Daouda Diallo, né le 9 juin 1939 à Dosso et mort le 28 juin 2014 à Niamey est un ancien ministre des Affaires étrangères du Niger.

## Biographie

### Enfance, éducation et débuts
Daouda Diallo effectue ses études primaires à Dori (Burkina Faso), Say (Niger) et à Niamey. Il a suivi des études de cycle moyen pour le compte de la Radiodiffusion au studio école de l'Ocora à Paris de 1968 à 1970 et de cycle supérieur de 1970 à 1972.

### Carrière
Daouda Diallo est nommé directeur général de l'ORTN. En février 1976, il devient Secrétaire d'État à la Présidence, chargé de l'information. En septembre 1979, il devient ministre des Affaires étrangères et de la coopération jusqu'en novembre 1979 où il redevient ministre de l'Information jusqu'en 1987. Après, feu Daouda Diallo a rejoint ses anciens amours à l'information en occupant le poste de président du Conseil Supérieur de la Communication de 1997 à 1999,.

### Décorations
Daouda Diallo est titulaire de la décoration de l'ordre national de la légion d'honneur française.